# Історія Східної Азії

Східна Азія на карті півкулі (без Далекого Сходу Росії)

До регіону Східної Азії належать Далекий Схід Росії, Казахстан, Китай, Тайвань, Японія, КНДР, Республіка Корея і Монголія.

## Стародавні цивілізації Східної Азії

### Стародавній Китай

#### Ся
Ся (кит.: 夏朝, піньінь xià cháo) — легендарна династія, яка, за традиційними уявленнями, правила в Стародавньому Китаї в період від 2070 року до н. е. до 1765 року до н. е. Ще одна версія відносить правління династії до 2700 року до н. е. Китайські археологи нерідко пов'язують династію Ся з археологічною культурою Ерлітоу. На території, що ототожнюється зі Ся, в епоху Чжоу розташувалося царство Цзінь.
Столиця династії Тан Чанань (Сучасний Сіань) стала духовним центром буддизму. Звідси буддизм поширився в Корею і Японію.

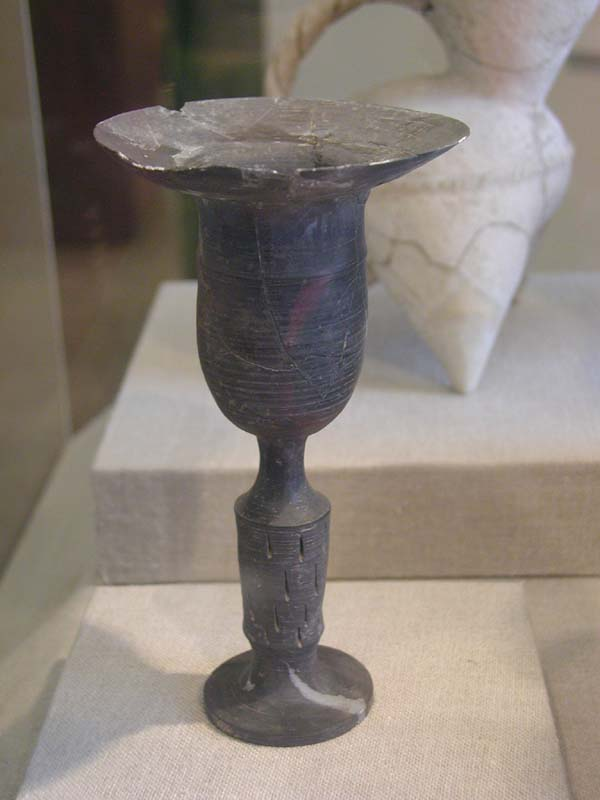
Чаша з Луншаньської культури

Згідно з китайською міфолого-історичною традицією, засновником китайської державності був Жовтий Імператор — Хуан-ді, який у XXVII столітті до н. е. після важкої боротьби зумів підпорядкувати собі вождів окремих племен і створив свою державу в горах Куньлунь — далеко на заході від басейну річки Хуанхе.

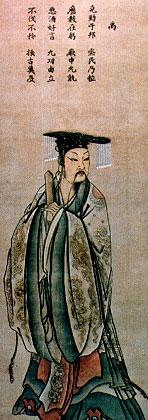
Великий Юй

Встановивши мир, Хуан-ді приніс жертви богам, призначив чиновників-управителів і ввів перші в країні закони. Хуан-ді мав 25 синів, 14 з яких (подібно синам біблійного Якова) стали родоначальниками відомих китайських кланів. Від Хуан-ді (2698 до н. е. — 2597 до н. е.) престол перейшов до Шао Хао, потім — до Чжунь-сюю, потім — до Ді-Ку, далі — до Ді-чжи і нарешті до Яо, який був чи не найвищим втіленням чесноти і мудрості правителя. Він об'єднав і привів у стан гармонії країну, встановив згоду між людьми, призначив умілих помічників стежити за порядком і піклуватися про правильне літочислення. Наступником собі Яо вибрав доброчесного Шуня (2256 до н. е — 2205 до н. е.). При цьому імператорі всю країну розділено на 12 областей, і всюди він установив свої закони.
Від Шуня влада перейшла до прямого нащадка Хуан-ді, Юя з роду Ся, якого і вважають засновником першої китайської династії Ся. Сімнадцять государів цієї династії правили протягом трьох з половиною століть.

#### Шан
Держава Шан (кит.: 商朝), інші назви держава Інь (кит.: 殷代) або держава Шан-Інь — державне утворення, що існувало від 1600 до 1027 року до н. е. в землях на північ від виходу річки Хуанхе на Велику китайську рівнину. Держава Шан передувала державі Чжоу.
Шан — перше китайське державне утворення, реальність існування якого підтверджено не тільки археологічними знахідками, але й наративними і епіграфічними письмовими джерелами. Найдокладніший опис історії Шан міститься в творі Сими Цяня «Історичні записки». Внаслідок розкопок виявлено цзяґувень — ієрогліфічні написи на панцирах черепах і ворожильних кістках тварин, а також бронзових, нефритових, керамічних, кам'яних виробах. Багато знахідок зроблено на території столиці Їньсюй (кит. спр. 殷墟, піньїнь: Yīnxū, акад. Иньсюй), яка була розташована в районі сучасного міста Аньян у провінції Хенань. Територію стародавнього міста включено до переліку світової спадщини ЮНЕСКО.

#### Чжоу
Династія Чжоу (кит. спр. 周朝, піньїнь: Zhōu Cháo, акад. Чжоу; від 1045 року до н. е. до 221 року до н. е.) повалила династію Шан і припинилася після перемоги династії Цінь.
Хоча династія тривала формально близько 800 років, цей період був неоднорідним, і історики поділяють його на кілька періодів.
1. Західна Чжоу (1045 до н. е. — 770 до н. е.) — коли дім Чжоу володів територією в басейні Середньої Хуанхе.
2. Східна Чжоу (770 до н. е. — 256 до н. е.) — коли дім Чжоу поступово втрачав гегемонію, а територія Китаю ділилася між окремими царствами.

2.1 Ве́сни й Осені (період) (Чуньцю), що відповідає хроніці (чуньцю) царства Лу, яку редагував Конфуцій, період закінчується 481 року до н. э., а починається 722 року до н. е. Тоді на території Китаю існувало багато окремих володінь (частина з них була китайськими, а частину створили інші народи). Правитель (ван) царства Чжоу мав центральну владу — спочатку реальну, потім все більш номінальну.
2.2 Період Воюючих царств (Чжаньґо) від 403 року до н. е. і до 249 року до н. е., коли царство Чжоу було вже знищено — політику в Китаї визначали інші царства.
При цьому, говорячи про Східну Чжоу, мають на увазі скоріше саме царство Чжоу, яке на той час перетворилося на удільне царство і втратило верховенство, а періоди Чуньцю та Чжаньґо розглядають з погляду взаємовідносин усіх держав та удільних князівств на території Китаю.

#### Період Воюючих царств

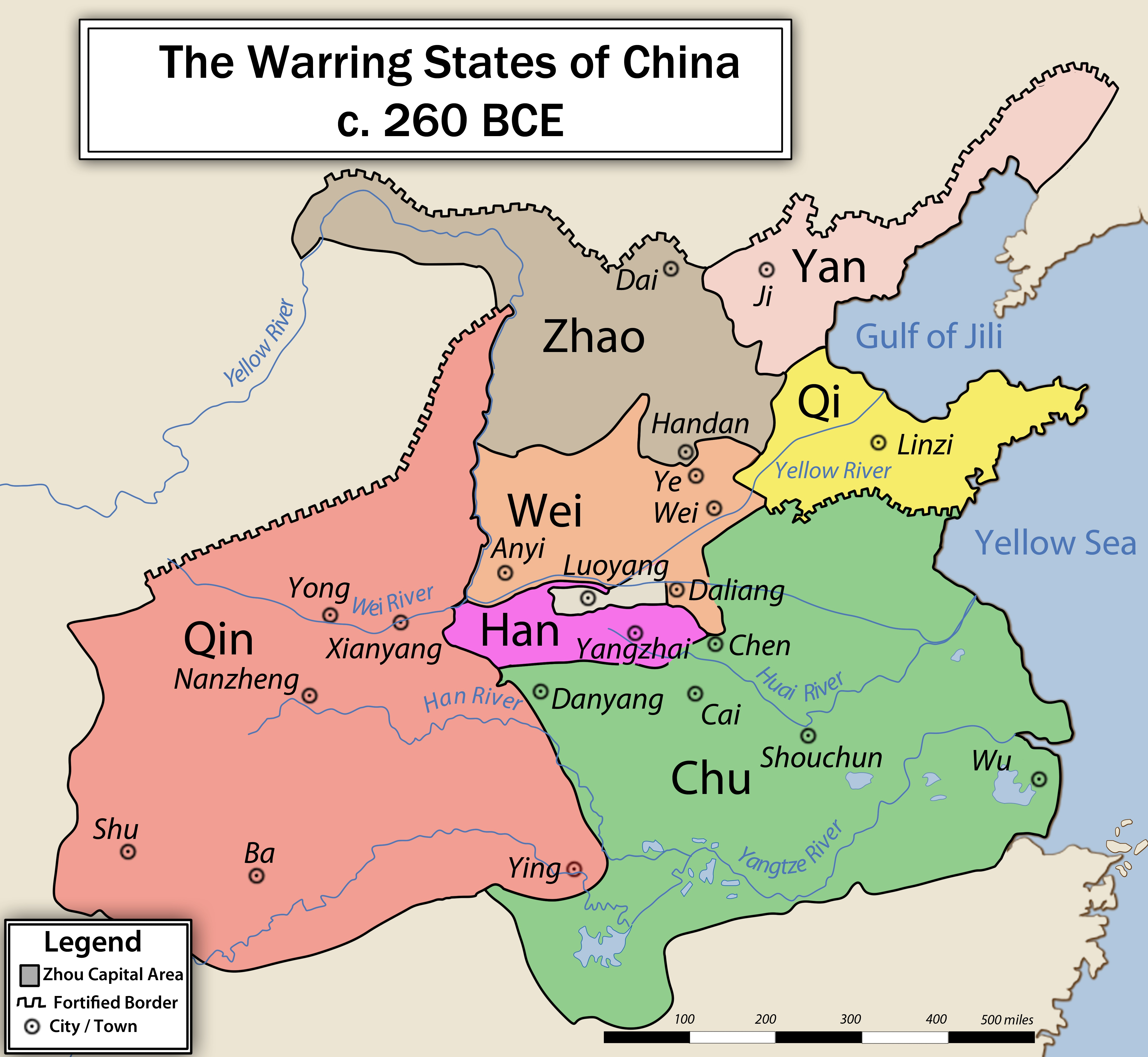
Китай у період Воюючих царств (260 до н. е.)

Період Воюючих царств (кит. трад. 戰國時代, спр. 战国时代, піньїнь: Zhànguó Shídài, акад. Чжаньго шидай) — період китайської історії від V століття до н. е. до об'єднання Китаю Цінь Ши Хуан-ді 221 року до н. е. Цей період вважають частиною правління династії Східна Чжоу, що йде безпосередньо після періоду Весен і Осеней (Чуньцю), хоча династія Чжоу припинила існування 256 року до н. е., на 35 років раніше від створення Імперії Цінь і закінчення цього періоду.
Цей період описано, перш за все, в пізній хроніці «Стратегії Воюючих царств» (кит. трад. 戰國策, спр. 战国策, піньїнь: Zhàn Guó Cè, акад. Чжаньгоцэ, буквально «Стратегии Сражающихся царств»). Хроніки менш докладні, ніж Цзо чжуань, тому про цей період відомо менше, ніж про Весни й Осені.
Якщо в попередній період царства визнавали формальне панування дому Чжоу і виступали на захист «цивілізованих країн» (з домом Чжоу на чолі) від «варварського» оточення, в цей період центральне царство Чжоу ослабло настільки, що на нього перестали зважати.

### Конфуціанство
Конфуціанство (кит. трад. 儒學, спр. 儒学, піньїнь: Rúxué, акад. Жусюе) — етико-філософське вчення Конфуція (551—479 до н. е.), яке розвинули його послідовники, що увійшло в релігійний комплекс Китаю, Кореї, Японії та деяких інших країн. Конфуціанство є світоглядом, суспільною етикою, політичною ідеологією, науковою традицією, способом життя, іноді розглядається як філософія, іноді — як релігія.
У Китаї це вчення відоме під назвою 儒 або 儒家 (тобто «школа вчених», «школа вчених книжників» або «школа освічених людей»); «конфуціанство» — це західний термін, який не має еквівалента в китайській мові.
Конфуціанство виникло як етико-соціально-політичне вчення в період Чуньцю (722 до н. е — 481 до н. е.) — час глибоких соціальних і політичних потрясінь у Китаї. В епоху династії Хань конфуціанство стало офіційною державною ідеологією, конфуціанські норми і цінності стали загальновизнаними.
В імператорському Китаї конфуціанство відігравало роль основної релігії, принципу організації держави і суспільства понад дві тисячі років у майже незмінному вигляді, аж до початку XX століття, коли вчення замінено «трьома народними принципами» Китайської Республіки.
Центральними проблемами, які розглядає конфуціанство, є питання про впорядкування відносин правителів і підданих, моральні якості, які повинні мати правитель і підлеглий тощо. Формально в конфуціанстві ніколи не було інституту церкви, але за значимістю, ступенем проникнення в душу і виховання свідомості народу, впливу на формування стереотипу поведінки, воно успішно виконувало роль релігії.

### Буддизм
Імовірно, буддизм проник до Китаю в I столітті н. е. із Середньої Азії, хоча є легенди про те, як буддійські ченці відвідали Китай під час правління царя Ашоки. До VIII століття Китай був дуже активним осередком буддизму.
67 рік н. е. вважають офіційно роком появи в Китаї буддизму, який принесли ченці Мотон і Чуфарлан. 68 року н. е. вони, під заступництвом імператора, заснували Храм Білого Коня (白馬寺), який досі зберігся недалеко від столиці Лояна. Наприкінці II століття н. е. велику громаду засновано в Пенчені (зараз Сюйчжоу, провінція Цзянсу).
Перші тексти школи Махаяна китайською мовою переклав кушанський чернець Локакшема в Лояні поміж 178 і 189 роком н. е.
Процвітання буддизму припало на період правління династії Тан (618—907). У цей час Китай був дуже відкритим іноземному впливу, тоді відновилися відносини з Індією, і від IV до XI століття багато китайських ченців їздили в Індію.
Серед шкіл релігійної практики найбільший вплив донині має школа Цзінту («Чистої Землі»), що декларує порятунок вірою в будду Амітабгу, владику буддійського раю — «Чистої Землі». В основі світогляду і практики цієї школи лежала доктрина «думання про Будду» (нянь-фо), за якою молитви Амітабзі і навіть вимовляння його імені здатні дарувати переродження в блаженному царстві «Чистої Землі».
Назва іншої поширеної школи буддійської практики — чань — сходить до санскритського «дх'яна», що означає споглядання, медитація. Остання завжди займала важливе місце в практиці буддизму, але для прихильників чань вона перетворилася на самоціль. Ця школа, заснована, за переказами, індійським проповідником Бодгідгармою (кит. Дамо) в середині VI століття, відкинула вивчення сутр і будь-який ритуал. Медитацію наставники Чань трактували по-новому — як спонтанне саморозкриття «істинної природи» людини в її емпіричному існуванні. На відміну від інших буддійських шкіл чаньскі вчителі високо цінували фізичну працю, особливо працю в колективі. Як найбільш китаїзована форма буддизму, школа чань мала величезний вплив на китайське мистецтво.
Нарешті, у VIII-IX століттях на теорію і практику китайського буддизму помітно вплинув тантризм (див. Тантра).
Протягом тривалого часу буддизм мав заступництво імператорського двору, проте 845 року імператор У-цзун став ініціатором суворих гонінь на буддизм, метою яких був підрив економічної самостійності сангхи і скорочення її чисельності. У середині IX століття позиції сангхи підірвано діями урядів, репресіями, і незабаром почався її повільний, але неухильний занепад. Буддійська традиція багато в чому втратила колишню творчу енергію і своє особливе місце в суспільному і культурному житті. З одного боку, сангха стає інструментом державної політики, що перебуває під суворим контролем влади: державна адміністрація встановлювала квоти і навіть іспити для охочих прийняти чернечий постриг, прикріплювала ченців до певного монастиря, а найзаслуженішим з них надавали особливі відзнаки: існувала мережа адміністративних органів, що здійснювали нагляд за чернецтвом. З іншого боку, буддизм майже злився з народною релігією, а буддійські інститути стали служити інтересам окремих соціальних організацій і груп-впливовим сімействам — сільським громадам, професійним об'єднанням тощо. Все більшого значення набула буддійська релігійна практика «пам'ятання про Будду» молитва, звернена до Будди Амітабги) і чаньське вчення про «миттєве просвітлення».
З іншого боку, на рівні народної релігії буддизм вступає в активну взаємодію з популярними віруваннями, зробивши значний внесок у становлення китайського релігійного синкретизму, а низка персонажів буддійського пантеону (Амітофо — Амітабга; Гуаньїнь — жіноча іпостась Авалокітешвари) перетворюються на найшанованіших у народі божеств. У пізньому середньовіччі елементи буддійського вчення включаються в світоглядні системи низки релігійних сект (особливо есхатологічні мотиви пришестя Мілефо — Будди Майтреї).

### Даосизм
Даосизм у стабільній релігійній організації сформувався тільки в II столітті, але є численні свідчення, що даосизм виник істотно раніше, принаймні в V — III століттях до н. е. вже була розвинена традиція, яка підготувала елементи вчення, активно використовувані в Середньовіччі.
Основними джерелами даосизму є містичні і шаманські культи царства Чу та інших «варварських» держав на півдні Китаю, вчення про безсмертя і магічні практики, що розвинулися в царстві Ці і філософська традиція північного Китаю.
Філософські твори, що відносяться до даосизму, починаються з епохи Воюючих Царств (Чжаньґо) в V столітті до н. е., практично одночасно із вченням Конфуція. Традиція вважає основоположником даосизму легендарного Жовтого Імператора Хуанді. Дещо достовірнішим засновником даосизму вважають давньокитайського мудреця Лао-цзи. Даоська традиція йому приписує авторство однієї з основних книг даосизму — «Дао де цзін». Цей трактат став ядром, навколо якого почало формуватися вчення даосизму. Ще одним знаменитим текстом раннього даосизму є «Чжуан-цзи», автором якого є Чжуан Чжоу (369—286 роки до н. е.), відомий під ім'ям Чжуан-цзи, за яким і названо його твір.
На початку II століття н. е. фігура Лао-цзи обожнюється, розробляється складна ієрархія божеств і демонів, виникає культ, у якому центральне місце займають ворожіння і обряди, що «виганяють» злих духів. Пантеон даосизму очолив Яшмовий владика (Шан-ді), якого шанували як бога неба, вище божество і батька імператорів («синів неба»). За ним слідували Лао-цзи і творець світу — Пань-гу.

## Цінь і Хань

### Цінь

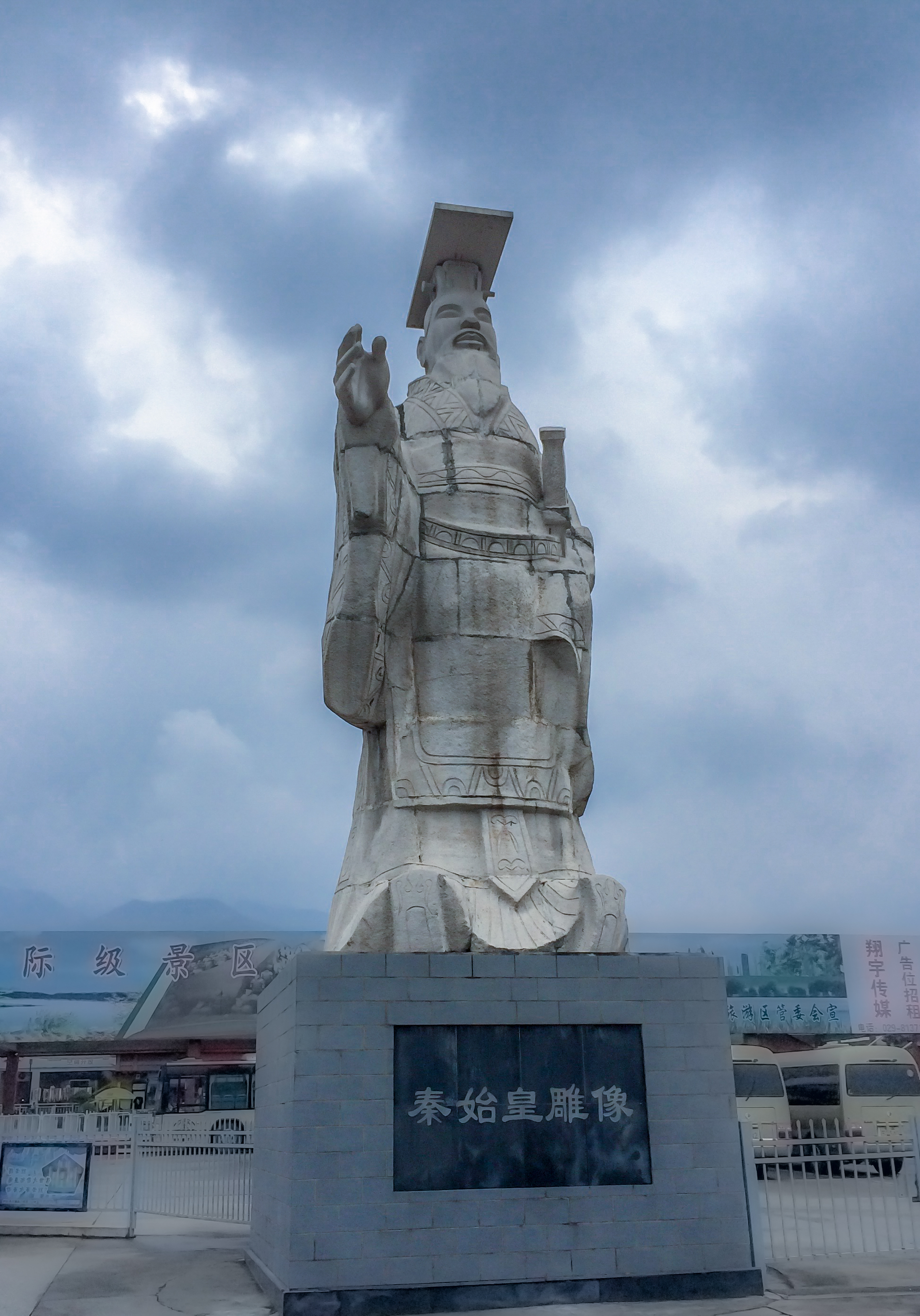
Статуя Цінь Ши Хуан-ді, засновника династії Цінь і першого імператора об'єднаного Китаю

Засновник династії — Цінь Ши Хуан-ді — об'єднав Китай під своєю владою 221 року до н. е., розділивши країну на 36 провінцій, керованих чиновниками, яких призначав імператор. Цінь Ши Хуан-ді створив централізовану, керовану державу на основі легізму, при цьому проводилися репресії проти прихильників конфуціанства: так, 213 року до н. е. видано указ про спалення недозволених творів, які перебувають у приватному володінні, а 212 року до н. е. страчено 460 конфуціанців і значне число «заслано на кордони».
Цінь Ши Хуан-ді оголосив про припинення всіх воєн навік, зібрав від князів зброю і переплавив, побудувавши 12 великих монументів. Він упорядкував міри і ваги, ввів стандартне написання ієрогліфів, організував жорстку бюрократичну систему правління.
Правління Ціня Ши Хуан-ді характеризувалося значною кількістю громадських робіт, до яких залучено мільйони громадян. У цей період розпочато будівництво Великого китайського муру завдовжки 8851,8 км, побудовано унікальну гробницю Цінь Ши Хуана, до якої входила теракотова армія, величезний імператорський палац Епан. Мережа доріг загальною довжиною 7500 км оперізувала країну, дороги були завширшки 15 м із трьома смугами, причому центральна смуга призначалася для імператора.
Смерть Ціня Ши Хуан-ді 210 року до н. е. настала під час поїздки країною, в якій його супроводжували його молодший син Ху Хай, начальник канцелярії Чжао Гао та головний радник Лі Си. Побоюючись хвилювань, вони приховали смерть імператора і, змовившись, сфабрикували від імені імператора листа, в якому спадкоємцем престолу оголошено не старшого сина Фу Су, а молодший — Ху Хай. У цьому листі містився наказ про «дарування почесної смерті» Фу Су і воєначальнику Мен Тяню.
Ху Хай у 21-річному віці вступив на трон під ім'ям Ер Шихуанді, проте фактично залишався маріонеткою Чжао Гао і через три роки за його наказом був примушений до самогубства.
В імперії почалися повстання на чолі зі Чень Ше, У Гуаном і Лю Баном (кінець 209 — початок 208 до н. е.). У жовтні 207 року до н. е. столицю імперії Сіань взято армією Лю Бана, який, після проголошення імператором, став засновником династії Хань.
У січні 206 року до н. е. генерал Сян Юй повторно взяв столицю, якою йому поступився Лю Бан, зруйнував місто і масово винищив жителів, Цзиїна — останнього правителя Цінь — стратили.

### Хань
Імперія Хань (кит. трад. 漢朝, спр. 汉朝, піньїнь: Hàn cháo, акад. Хань чао; 206 рік до н. е. — 220 рік н. е.) — китайська імперія, в якій правила династія Лю, і період історії Китаю після імперії Цінь перед епохою Трицарства. Свідченням успіху ханьської внутрішньої політики стало те, що вона проіснувала довше від будь-якої іншої імперії в китайській історії. Її правління та інститути стали зразком для всіх наступних. Більш того, основна етнічна група китайців за назвою держави стала називатися хань.
Правлячу в імперії Хань династію заснував Лю Бан. Початковий період (206 рік до н. е. — 9 рік н. е.) зі столицею Чанань називають ранньою Хань (кит.: 前漢) або західною Хань (кит.: 西漢). Історію цієї імперії викладено в письмовому творі Ханьшу. Правління династії Лю перервалося на 16 років у 8—23 роках внаслідок того, що владу захопив родич династії по жіночій лінії Ван Ман (імперія Сінь).
Другий період (25—220 роки) зі столицею Лоян називають пізньою Хань (кит.: 後漢) або східною Хань (кит.: 東漢). Його історія викладається у творі Хоу Ханьшу.

## Епоха Трицарства
Епоха Трицарства, Саньґо (кит. трад. 三國, спр. 三国, піньїнь: Sānguó, акад. Саньґо) — період часу в стародавньому Китаї від 220 до 280 року, що увійшов в історію як боротьба і протистояння між трьома різними державами Китаю — Вей, У і Шу.
Кінець II і початок III століття пройшли в Китаї під знаком внутрішньополітичних міжусобиць, у ході яких на перший план вийшло кілька найуспішніших полководців. Один з них, знаменитий Цао Цао, панував на півночі, в басейні Хуанхе. Після його смерті 220 року його син Цао Пі, скинувши останнього імператора династії Хань, проголосив себе імператором і став правити як імператор династії Вей. Інший, Лю Бей, який претендував на спорідненість із керівним домом Хань, незабаром оголосив себе правителем південно-західної частини країни Шу. Третій, Сунь Цюань, став правителем південно-східної частини Китаю, царства У зі столицею в Нанкіні. Виникло Трицарство.

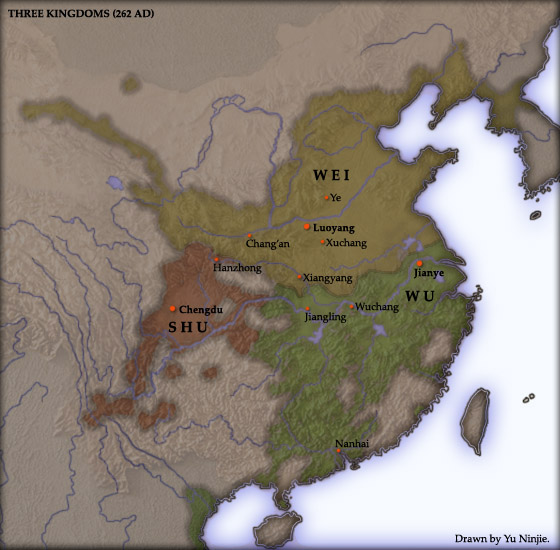
Три Царства 262 року н. е., напередодні завоювання Шу

Від кінця 230-х років, стали помітними напружені відносини між імперським кланом Цао і кланом Сима.
Короткий період Трицарства, що призвів до утворення двох самостійних держав на слабко освоєному до того півдні Китаю, сприяв освоєнню півдня. У північному Вей, нащадки Цао Цао вже до середини III століття втратили владу, що перейшла до могутнього клану полководця Сима Янь.
265 року Сима Янь заснував тут нову династію Цзінь, якІй незабаром, 280 року, вдалося підпорядкувати собі Шу і У, об'єднавши під своєю владою знову весь Китай, правда, лише на кілька десятиліть.

## Три корейські держави
Період трьох держав (кор. 삼국 시대, 大韓民國, латиніз. samgug sidae) — назва періоду в історії Кореї з 57 року до н. е. до 668 року, коли на території Корейського півострова та Маньчжурії домінували три корейські ранньофеодальні держави: Когурьо, Сілла і Пекче.
Крім них на півдні Корейського півострова існувала племінна конфедерація Кая та Пуйо. Внаслідок постійної боротьби між цими державами наприкінці VII століття за підтримки китайської династії Тан державі Сілла вдалося об'єднати корейські королівства в єдину державу.

## Монгольська Імперія
До кінця XIII століття монголи захопили Середню Азію, значну частину Східної Європи, Персію, Ірак, Камбоджу, Бірму, Корею і частину В'єтнаму. Хубілай-хан до 1279 року зумів включити весь Китай у свою імперію Юань. Проголошуючи епоху правління Юань на китайський манер, Хубілай не позначав меж її застосування. Тому формально ця назва стосувалася всієї Великої Монгольської імперії, хоча пізніше її стали використовувати тільки для уділу Хубілая. Хубілай також установив специфічні відносини «наставник-покровитель» між монгольським двором і верховним ламою школи Сак'я в Тибеті.
1281 року зроблено невдалу спробу монгольського вторгнення до Японії. Тайфун, який японцііназвали «камікадзе», тобто «божественний вітер», двічі розкидав монгольсько-китайський флот (див. Монгольські вторгнення в Японію).
1292 року монгольські війська вторглися на Яву, щоб помститися за послів Хубілая, яких образив Джаякатванг, правитель Сінгасарі. Проти них виступив Віджая (виходець з колишньої правлячої династії Сінгасарі), він допоміг захистити Джаякатванга від монголів, а після цього виступив проти них і прогнав з острова. Зі смертю Хубілая 1294 року закінчилася епоха монгольських завоювань і переможний марш монгольських армій припинився.

## Держава Мін (1368—1644)

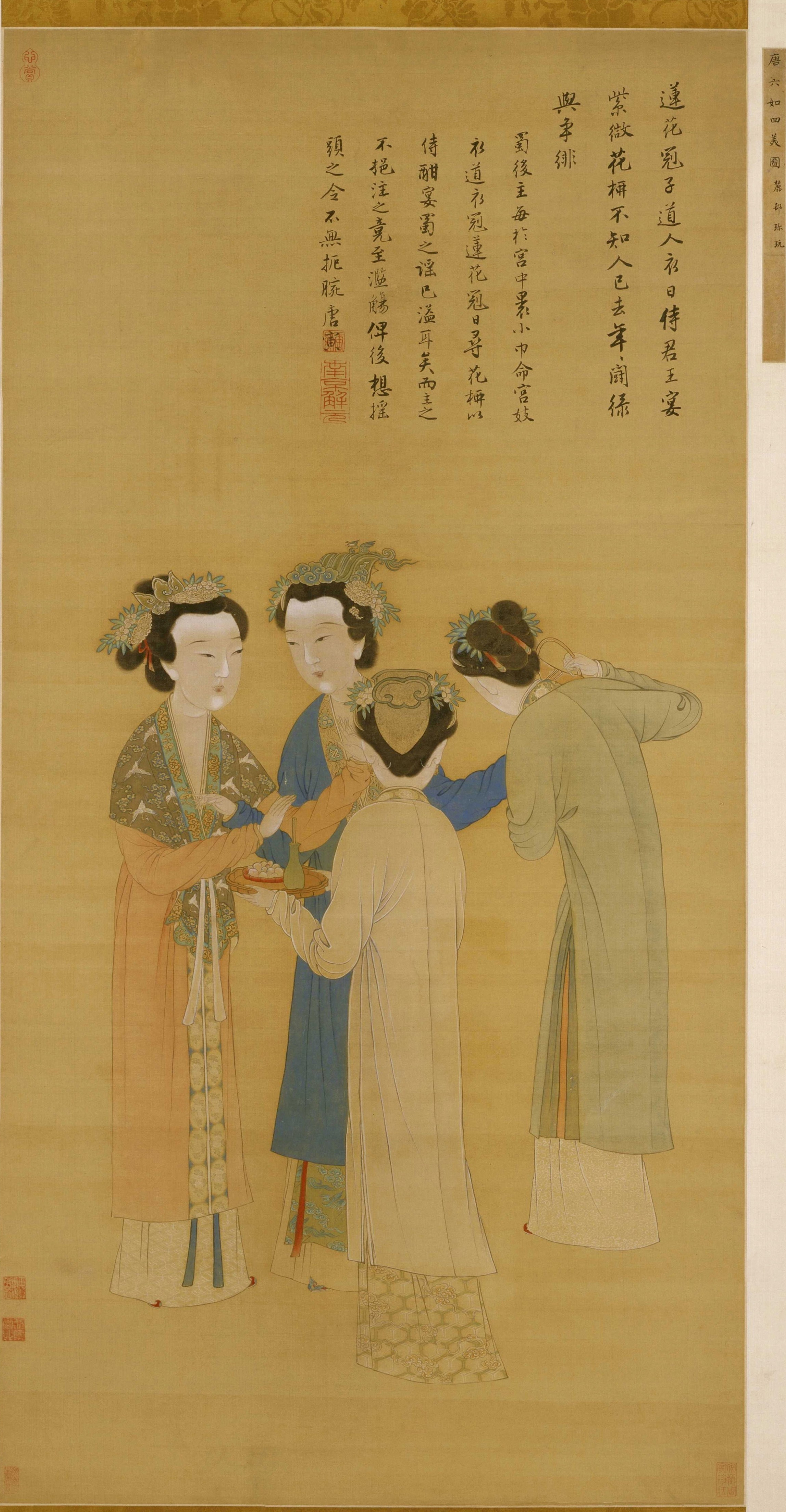
Придворні дами царства Шу, художник Тан Їнь(1470—1523).

Результатом тривалої боротьби в середині XIV століття стало вигнання монголів. До влади прийшов один із керівників повстання — син селянина Чжу Юаньчжан, який заснував державу Мін (кит. спр. 明, піньїнь: Míng; 1368—1644). Китай знову став незалежною державою.
Монголи, відтіснені на північ, приступають до активного освоєння степів сучасної Монголії. Імперія Мін підпорядковує собі частину чжурчженьських племен, державу Наньчжао (сучасні провінції Юньнань і Ґуйчжоу), частину сучасних провінцій Цинхай і Сичуань.
Китайський флот під командою Чжен Хе, що складався з декількох десятків великих океанських джонок, за період від 1405 до 1433 року здійснив кілька морських експедицій у Південно-Східну Азію, Індію та до східного узбережжя Африки. Через відсутність економічної вигоди, експедиції припинили, а кораблі розібрали.

## Імперія Цін
Держава Велика Цін ( дайцин гурунь, кит. трад. 大清國, акад. Да Цин го) — багатонаціональна імперія, створена й керована маньчжурами, в яку пізніше включено Китай. Згідно з традиційню китайською історіографією — остання династія монархічного Китаю. Заснована 1616 рокуманьчжурським кланом Айсін Ґьоро на території Маньчжурії, яка нині називається північно-східним Китаєм. Менш ніж через 30 років під її владою опинився весь Китай, частина Монголії і частина Середньої Азії.
Спочатку династія мала назву «Цзінь»(金 — золото), в традиційній китайській історіографії — «Хоу Цзінь» (後金 — Пізня Цзінь), за імперією Цзінь — колишньою державою чжурчженів, від яких виводили себе маньчжури. 1636 року назву змінено на «Цін» (清 — «чистий»). У першій половині XVIII століття цінському уряду вдалося налагодити ефективне управління країною, одним з результатів чого було те, що в цьому столітті найшвидші темпи зростання чисельності населення спостерігалися саме в Китаї. Цінський двір проводив політику самоізоляції, що врешті-решт призвело до того, що в XIX столітті Китай, який входив до складу імперії Цин, насильно відкрили західні держави.
Подальша співпраця із західними державами дозволила династії уникнути краху під час повстання тайпінів, проводити порівняно успішну модернізацію і таким чином проіснувати до початку XX століття, проте вона ж стала причиною зростання націоналістичних (антиманчжурських) настроїв.
Внаслідок Сіньхайської революції, що почалася 1911 року, імперію Цін знищено і проголошено Китайську Республіку — національну державу ханьців. 12 лютого 1912 року вдовуюча імператриця Лун'юй від імені тоді малолітнього останнього імператора Пуї зреклася трону.

## Історія Республіки Китай

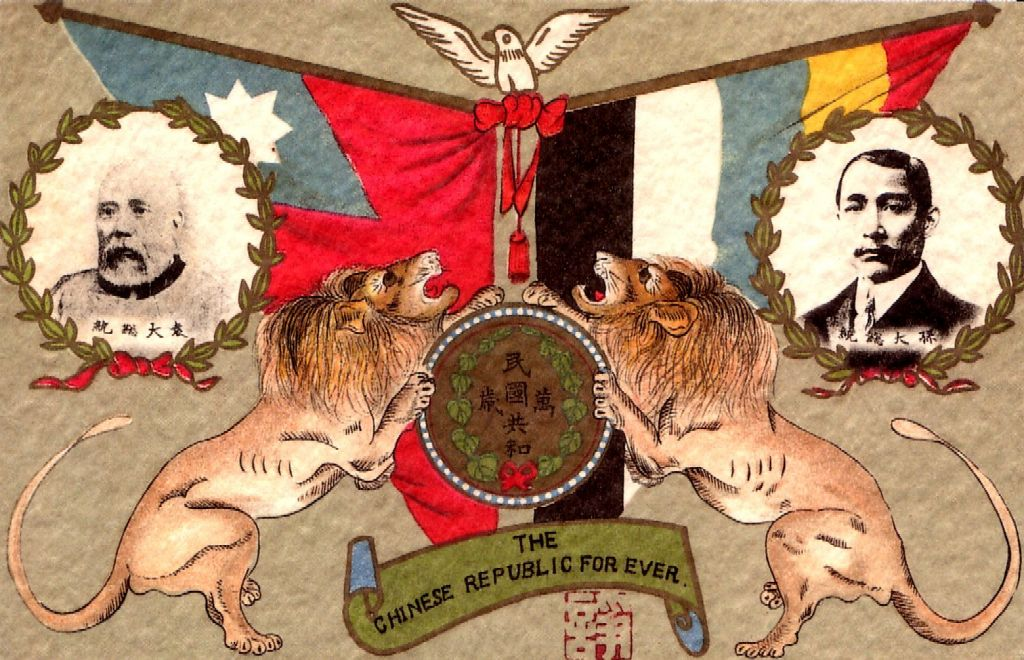
Плакат на честь проголошення республіки з портретами Юань Шикая і Сунь Ятсена

1911 року Синьхайська революція зруйнувала Цінську імперію й утворила Китайську Республіку. 1 січня 1912 року (13-й день 11-го місяця 4609 року за традиційним китайським календарем) оголошено першим днем першого року Китайської Республіки — введено календар Міньго. 12 лютого 1912 року оголошено про зречення імператора Пуї верховної влади. Нанкінська конференція 29 грудня 1911 року обрала Сунь Ятсена на посаду тимчасового президента Китайської Республіки з умовою, що, в разі згоди Юань Шикая стати президентом Китайської Республіки, Сунь Ятсен добровільно піде у відставку. Сунь Ятсен цю умову виконав, і після зречення імператора подав у відставку. 14 лютого нанкінські збори одноголосно прийняли відставку Сунь Ятсена, а наступного дня обрали Юань Шикая тимчасовим президентом Китайської Республіки.

## Створення Китайської Народної Республіки
Розгром мілітаристської Японії в серпні-вересні 1945 року завершив Другу світову війну, звільнивши від японських військ країни Азійсько-Тихоокеанського регіону. В Китаї йшла запекла громадянська війна.
Радянська Червона Армія повністю окупувала Маньчжурію, прийнявши капітуляцію в більшої частини японської Квантунської армії. На той час на території Маньчжурії діяли лише розрізнені партизанські загони і розвідувальні групи китайських партизанів.
У вересні 1945 року почалося масове перекидання збройних сил КПК із північного і східного Китаю на північний схід країни. До листопада туди перейшли близько 100 тисяч бійців 8-ї і 4-ї армій. З цих частин, партизанських формувань і місцевих жителів сформовано Об'єднану демократичну армію (ОДА) Північного Сходу, яка стала кістяком Народно-визвольної армії Китаю.
Радянська армія перебувала в Маньчжурії аж до травня 1946 року. За цей час радянська сторона допомогла китайським комуністам організувати, навчити і озброїти нові китайські війська. Як наслідок, коли гомінданівські війська почали в квітні 1946 року входити до Маньчжурії, вони, на свій подив, виявили там не розрізнені партизанські загони, а сучасну дисципліновану армію комуністів.

## Культурна революція
1966 року голова КПК Мао Цзедун розпочав масову кампанію з підтримки революційного духу в масах. Її фактичним завданням було утвердження маоїзму як єдиної державної ідеології та знищення політичної опозиції. Масова мобілізація молоді, що отримала назву «червоногвардійців», не мала чіткої організації, через раптовість дій голови і відсутність єдності в середовищі лідерів КПК. Фанатично віддані «образу Голови» студенти, робітники і школярі зайнялися пошуком і викриттям «класових ворогів», підбурювані радикальною клікою до атак на помірніших лідерів партії. Найбільшою фігурою в керівному складі КПК, політично і фізично знищеною внаслідок КР, став Лю Шаоці. Ден Сяопін опинився на трудовому перевихованні — працівником тракторного заводу. Неприборкана енергія критично налаштованої молоді обрушилася на інтелектуалів, релігійні інститути, культурні пам'ятки Китаю, а також на цілий пласт пересічних громадян — носіїв старих культурних цінностей. Наслідком всього цього стала ідеологічна дезорієнтація суспільства. Маоїзм зберіг свій вплив не більше ніж ідеологічний фасад, за яким розгорнулася політична боротьба за успадкування реальної політичної влади.

## Економічні перетворення
Покращуючи відносини із зовнішнім світом, Ден Сяопін все ж ставив першочерговим пріоритетом проведення економічних реформ у Китаї. Соціальна, політична та економічна системи всередині країни під час правління Дена зазнали серйозних змін. Ден оголосив принцип «чотирьох модернізацій» основою всіх реформ. За цим принципом економіку поділено на 4 сектори — оборонну промисловість, сільське господарство, науку і промислове виробництво. Пріоритетною обрано стратегію «соціалістичної ринкової економіки». Ден стверджує, що Китай перебуває на першому щаблі розвитку соціалізму, що обов'язком партії є розвиток «соціалізму з китайською специфікою». Ідеологічні принципи стали грати мінімальну роль в економіці, що з часом довело свою ефективність. У березні 1992 року Ден Сяопін заявив на засіданні Політбюро ЦК КПК:
| Ліві лапки | Не варто сковувати себе ідеологічними та практичними абстрактними суперечками про те, яку назву це все носить — соціалізм чи капіталізм. | Праві лапки |

Ден був ідеологом реформ, що надав теоретичну основу і політичну підтримку для їх проведення. Але, попри це, багато дослідників і вчених вважають, що принаймні кілька економічних реформ не були особистою ідеєю Дена. Наприклад, прем'єр Чжоу Еньлай першим висловився за пріоритет принципу «чотирьох модернізацій». Більш того, багато реформ розроблено й реалізовано провінційними керівниками, іноді без згоди центрального уряду. Вдалі реформи застосовували на більших територіях, надаючи їм загальнодержавного масштабу. Багато інших реформ проведено під впливом досвіду так званих «азійських економічних тигрів».

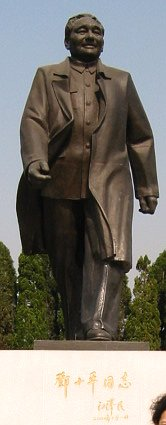
Памятник Ден Сяопіну в Шеньчжені

Це було зовсім не схоже на перебудову, ініційовану Михайлом Горбачовим у СРСР, де майже всі перетворення нав'язувалися вказівкою зверху і були особистою ідеєю Горбачова. У Китаї ж навпаки, верхи підхоплювали реформи, ініційовані знизу.
Реформи включали елементи планового, централізованого керування, здійснюваного професійно підготовленими чиновниками, що відкинуло практику масового керування, яка панувала за Мао.
У сільському господарстві більшість «народних комун» розпустили, а селянство переважно перейшло на сімейний підряд. На другому етапі реформи (1984—1992) відбувався демонтаж планової системи і перехід до ринкової економіки.
Ден також став ініціатором створення особливих економічних зон у Китаї, завдяки яким до країни залучаються іноземні компанії та інвестиції.